# Hammersmith and Fulham
Pronunciação

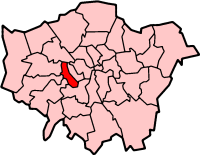
Localização do borough de Hammersmith e Fulham na Região de Londres

Hammersmith e Fulham (em inglês, London Borough of Hammersmith and Fulham) é um borough da Região de Londres, situada ao oeste de Kensington e Chelsea, ao sul de Brent e ao norte do rio Tâmisa.

## História
É resultado da fusão, em 1965, dos antigos distritos de Hammersmith e Fulham. Era conhecido somente como Hammersmith até 1979, quando o conselho do distrito mudou o nome para o atual.
Ficou conhecido internacionalmente pelos Jogos Olímpicos de 1908 que aconteceram em White City.

## Distritos
Inclui os distritos de:
- Brook Green
- College Park
- Fulham
- Hammersmith
- Hurlingham
- Old Oak Common
- Parsons Green
- Sands End
- Shepherd's Bush
- Walham Green
- West Kensington
- White City

## Demografia
De acordo com o censo de 2001, Hammersmith e Fulham tem uma população de 165.242 habitantes, 58% dos quais são britânicos caucasianos,  20% caucasianos não britânicos, 5% negros de orgiem caribenha, 5% negros de origem africana e 11% de outras várias outras etnias (vindos da Índia, Paquistão, China e Bangladesh). Há também várias comunidades de origem polonesa e irlandesa . 

## Esporte
Em Hammersmith e Fulham existem dois grandes times de futebol que disputam a premiership inglesa (1ª divisão inglesa): o Fulham e o Chelsea.
O estádio do Fulham, Craven Cottage, está situado a beira do rio Tâmisa, e o do Chelsea - Stamford Bridge - dista cinco quilômetros, situando-se na Fulham Road.
Existe uma rivalidade muito grande entre os dois times. O Fulham, é menos conhecido mundialmente que o rival Chelsea, visto que esse último tem montado times muito caros atualmente, principalmente depois a compra pelo bilionário russo Roman Abramovich em 2003.